# La Genête
La Genête este o comună în departamentul Saône-et-Loire, Franța. În 2009 avea o populație de 546 de locuitori.

## Evoluția populației
| An        | 1975 | 1982 | 1990 | 1999 | 2006 | 2009 |
| --------- | ---- | ---- | ---- | ---- | ---- | ---- |
| Populație | 312  | 389  | 405  | 454  | 533  | 546  |